# Mahoning megye
Mahoning megye az Amerikai Egyesült Államokban, azon belül Ohio államban található. Megyeszékhelye és legnagyobb városa Youngstown. Lakosainak száma 228 614 fő (2020. április 1.). Mahoning megye Mercer, Lawrence, Trumbull, Portage, Stark és Columbiana megyékkel határos.

## Népesség
A megye népességének változása:
| Lakosok száma | 238 766 | 237 015 | 235 463 | 233 869 | 231 900 | 228 614 |
|               | 2010    | 2011    | 2012    | 2013    | 2015    | 2020    |